# Tyra Stenberg
Thyra Stenberg (Karlshamn, 18 de junho de 1885 - Lund, 28 de fevereiro de 1975) foi uma pintora sueca.
Era filha do diretor de banco Anders Stenberg e de Emma Hallström. Estudou arte em Munique com Simon Hollósy em 1903-1906, com Lovis Corinth em Berlim em 1907-1911, e na Académie de la Grande Chaumière, em Paris, em 1912. Ela teve mostras na câmara municipal em Malmö, no ano de 1915, na prefeitura de Konstslong em 1916, Strindberg do salão de arte em Estocolmo , em 1920, na universidade de Lund museu de arte em 1922. Ela participou da Associação Sueca Konstnärinnors na exposição no Liljevalchs konsthall , em Estocolmo, em 1917, e de mostras coletivas em Strindberg do salão de arte, o Moderne Galerie de exposições Blekingarna em Estocolmo, em 1945, o Salão em Liljevalchs konsthall Internationale Portät-Aussstellung em Salzburgo, em 1957, e exposições organizados pela Skånes konstförening. Ela foi, principalmente, ativa como um retratista e fez retratos, entre outros, Gosta Ekman, Ellen Rydelius e Ria Wägner como uma criança. Sua arte consiste de retratos da pinturas de naturezas mortas, paisagens e pinturas de género. Stenberg está representada em Lund nas coleções de alunos da união konviktoriums. 